# Флемингтон (Њу Џерзи)
Флемингтон (енгл. Flemington) град је у америчкој савезној држави Њу Џерзи.

## Демографија
По попису из 2010. године број становника је 4.581, што је 381 (9,1%) становника више него 2000. године.
| Група             | 2000.         | 2010.         |
| Белци             | 3.408 (81,1%) | 2.863 (62,5%) |
| Афроамериканци    | 134 (3,2%)    | 180 (3,9%)    |
| Азијати           | 131 (3,1%)    | 266 (5,8%)    |
| Хиспаноамериканци | 461 (11,0%)   | 1.198 (26,2%) |
| Укупно            | 4.200         | 4.581         |